# Агроскин, Семён Евгеньевич
 Агроскин Семён Евгеньевич  (род. 5 августа 1961, Москва, СССР) — современный российский и израильский художник, архитектор, дизайнер.

## Биография
Семён Агроскин родился 5 августа 1961 года в Москве. В 1984 году окончил МАРХИ.
Член Московского Союза художников, Международного Художественного фонда «Международной Ассоциации изобразительных искусств» — AIAP (Юнеско), Московского союза архитекторов.
Участник групповых выставок российских художников в Японии, Германии, Бельгии, Франции, США, Великобритании и др.
Сотрудничает с галереями: 11.12 GALLERY, RuArts, Галерея «Здесь», Montenegro European Art Community, Галерея "Ковчег"
Живёт и работает в Москве.
Работы хранятся в коллекциях:
- Галерея современного искусства ARTSTORY (Москва)[2],
- Государственная Третьяковская галерея (Москва)[3],
- Московский музей современного искусства: ММОМА (Москва)[3],
- Министерство культуры России (Москва)[4],
- Союз художников России (Москва),
- Коллекция Кристиана Кизи (США),
- Коллекция Лиз Янструп (Дания),
- Коллекция Альберто Сандретти (Италия),
- другие частные коллекции России, Франции, Голландии, Италии, Великобритании, Израиля, США[2].

## Стилистические особенности и художественная манера
В своем творчестве Семен Агроскин умеет сочетать актуальные темы и реалистичную направленность. Его живопись нельзя отнести ни к авангарду, ни к традиционному (классическому) искусству. Его живопись очень индивидуальна. С одной стороны, в своих картинах художник пытается возродить такие жанры живописи как пейзаж, натюрморт, автопортрет и портрет, интерьер. Художник серьезно подходит к каждой картине, стремясь сохранить все черты присущие тому или иному жанру. Но с другой стороны, благодаря краскам, цвету, предметам, лицам, жестам, углу зрения на предметы, любая из картин будет выглядеть современной, с характерным для нынешнего времени постоянным движением вперед, ритмом жизни современного человека.
«Стиль Агроскина благородно прост и лаконичен. Краски были бы даже однообразны, если бы не бесконечная игра оттенков от серебристо-серых до желтовато-коричневых. Ощущение загадочности мира создаётся резкими контрастами света и тени, вертикалей и горизонталей, геометрических форм и извилистых линий. Вопросы, которые мучительно пытается разрешить художник — из тех, что неразрешимы. Но как смело, весело, просто он оставляет нас и себя наедине с этой головокружительной неразрешимостью…»

## Персональные выставки
| Год       | Название                     | Место проведения                          | Страна             |
| --------- | ---------------------------- | ----------------------------------------- | ------------------ |
| 2024      | Личное пространство          | Открытый клуб                             | Россия, Москва     |
| 2016      | Плохая видимость             | Открытый клуб                             | Россия, Москва     |
| 2016      | Стена                        | Галерея RuArts                            | Россия, Москва     |
| 2016      | Вуаеризм                     | Dukley Gardens                            | Черногория, Будва  |
| 2015      | Атрибуты искусства           | Галерея «Здесь»                           | Россия, Москва     |
| 2013      | Реконструкция                | Галерея RuArts                            | Россия, Москва     |
| 2011      | Другие                       | 11.12 GALLERY                             | Россия, Москва     |
| 2010      | Кривое железо                | Галерея RuArts                            | Россия, Москва     |
| 2008      | Ночь                         | Галерея RuArts                            | Россия, Москва     |
| 2007      | Школа живописи               | Галерея RuArts                            | Россия, Москва     |
| 2006      | Опись Имущества: Продолжение | Галерея RuArts                            | Россия, Москва     |
| 2005      | Живопись                     | Еврейский культурный центр                | Россия, Москва     |
| 2003      | Живопись                     | Галерея Манеж                             | Россия, Москва     |
| 2003      | No name                      | Галерея М’АРС                             | Россия, Москва     |
| 2002      | Живопись                     | Галерея Манеж                             | Россия, Москва     |
| 2001-2002 | Высшая мера                  | Музей и общественный центр им. А.Сахарова | Россия, Москва     |
| 2001-2002 | Автопортреты                 | Галерея Марата Гельмана                   | Россия, Москва     |
| 1999      | No name                      | С-Арт                                     | Россия, Москва     |
| 1997      | No name                      | Alias                                     | Франция, Париж     |
| 1996      | Живопись                     | Московский гуманитарный университет       | Россия, Москва     |
| 1993      | Живопись                     | Галерея Марата Гельмана                   | Россия, Москва     |
| 1992      | Живопись                     | Галерея Марата Гельмана                   | Россия, Москва     |
| 1992      | Живопись                     | White Gallery                             | Израиль, Тель-Авив |
| 1991      | Живопись                     | Галерея Марата Гельмана                   | Россия, Москва     |

## Групповые выставки
2015—2016
Ты так не сможешь, 11.12 GALLERY, ЦСИ Винзавод, Москва
2015
«Между Волгой и Дунаем», МВК РАХ Галерея искусств Зураба Церетели; Братислава, Европейский центр изобразительных искусств
2012
Noir, Галерея RuArts, Москва
2011
Mixed Media,11.12 GALLERY, ЦСИ Винзавод, Москва
2010
ZEN d’AРТ, Московский Музей Современного Искусства, Москва
2005
Эгалитарность, Специальный проект в рамках 1-й Московской биеннале современного искусства, Музейный центр РГГУ, Москва
Арт-поле, Выставка современной ландшафтной скульптуры, Рублево-Успенское шоссе, 25-й километр, Подмосковье
Мы, Галерея на Солянке, Москва
2004
Ближний круг (после Большого пожара), Центр современного искусства М’АРС, Москва
АРТ Клязьма, Клязьма, Подмосковье
ART Karlsruhe, Карлсруе
Тело, культура и оптические иллюзии, Учебный художественный музей им И. В. Цветаева, Москва
2002
Родина, отечество, Новый Манеж, Москва
2001
Стенгазета, Музей и общественный центр им. Сахарова, Москва
2000
Алфавит, Галерея Дар, Москва
1999
Герои, Новый Манеж, Москва
1998
Живопись, Дом художников, Иерусалим
Контрольная станция чувств, Новый Манеж, Москва
1997
No name, Третьяковская галерея, Коллекция Лиз Янструп, Москва
1995
Пять лет галерее Марата Гельмана, Дом художника на Кузнецком мосту, Москва
1994
Семен Агроскин совместно с А.Медведевым, Офис IBM, Москва; Галерея Gravely, Вашингтон
1993
Совместно с Artistes lBastille, Париж, Франция.
1992
Городской театр, Эдинбург, Великобритания.
1991
Открытые мастерские, совместно с Artistes lBastille, Париж, Франция
1989
Совместно с Frais Reiland, Золлхоф, Дюссельдорф, ФРГ
Лабиринт, Варшава, Польша. «Эйдос», МДМ, Москва, Россия
1987
17-я молодежная выставка. Дом художника. Москва, Россия